# پپه اگیلار (بازیکن فوتبال)
پپه اگیلار (انگلیسی: Pepe Aguilar؛ زادهٔ ۲۸ ژانویهٔ ۱۹۷۰) بازیکن فوتبال اهل اسپانیا است.
از باشگاه‌هایی که در آن بازی کرده‌است می‌توان به باشگاه فوتبال رکریتیوو اوئلوا، باشگاه فوتبال گرانادا، و باشگاه فوتبال رئال مورسیا اشاره کرد.